# Epipactis veratrifolia
Epipactis veratrifolia là một loài thực vật có hoa trong họ Lan. Loài này được Boiss. & Hohen. mô tả khoa học đầu tiên năm 1854.